# Coquifrankolin
Coquifrankolin (Campocolinus coqui) är en fågel i familjen fasanfåglar inom ordningen hönsfåglar.

## Utseende och läte
Coquifrankolinen är en liten, vackert tecknad frankolin. Hanen har rostfärgat huvud, honan strimmigt. Båda könen uppvisar mörk tvärbandning på buken. Den avger två distinkta läten, dels ett upprepat "co-qui" (som tros ligga bakom artens namn), dels en kort serie med kacklande toner.

## Utbredning och systematik
Coquifrankolin delas in i fyra underarter i två grupper:
- hubbardi-gruppen
  - C. c. spinetorum – från Mali till Nigeria och Angola
  - C. c. maharao – från Etiopien till södra Uganda, Kenya och norra Tanzania
  - C. c. hubbardi – från västra och södra Kenya till centrala Tanzania
- C. c. coqui – förekommer från Demokratiska republiken Kongo till centrala och nordvästra Tanzania och söderut till norra Namibia, Botswana och östra Sydafrika (till KwaZulu-Natal)

### Släktestillhörighet
Coquifrankolinen placerades fram tills nyligen i släktet Peliperdix, men genetiska studier har visat att arterna i släktet inte står varandra närmast. Coquifrankolinen tillsammans med vitstrupig frankolin och saufrankolin lyfts därför allt oftare ut i ett eget släkte, Campocolinus.
Längre tillbaka placerades den i släktet Francolinus, men även där visade genetiska studier visar att placeringen var inkorrekt.

## Levnadssätt
Coquifrankolinen förekommer i områden med tjockt gräs, från rena grässlätter till lummiga skogsområden. Arten påträffas på marken och är generellt skygg och tillbakadragen.

## Status och hot
Arten har ett stort utbredningsområde och en stor population med stabil utveckling och tros inte vara utsatt för något substantiellt hot. Utifrån dessa kriterier kategoriserar internationella naturvårdsunionen IUCN arten som livskraftig (LC). Världspopulationen har inte uppskattats men den beskrivs som lokalt ovanlig till vanlig.

## Namn
Ursprunget till fågelns svenska och vetenskapliga artnamn är oklart. Troligen är det ljudhärmande, men det har också föreslagits syfta på en Mr Coqui, som ska ha levt i Kapkolonin i början av 1800-talet.